# فاسكو غونسالفيس
فاسكو غونسالفيس (بالبرتغالية: Vasco Gonçalves ‏) (و. 1921 – 2005 م) هو سياسي، ووزير برتغالي، ولد في لشبونة، كان عضوًا في سياسي مستقل، ويحمل رتبة عسكرية فريق أول، توفي عن عمر يناهز 84 عاماً.

## التعليم
تعلم في Military Academy (Portugal) ‏.

## الخدمة العسكرية
خدم في الجيش البرتغالي.

## جوائز
حصل على جوائز منها:
- وسام أفيز [الإنجليزية]‏
- نيشان خوسيه مارتي.

## روابط خارجية
- فاسكو غونسالفيس على موقع مونزينجر (الألمانية)